# Ston
Ston (wł. Stagno) – miasto w Chorwacji, w żupanii dubrownicko-neretwiańskiej, siedziba gminy Ston. Leży na półwyspie Pelješac. W 2011 roku liczyło 549 mieszkańców.
Miasto leży w strategicznym miejscu w przesmyku łączącym ląd stały z pozostałą częścią półwyspu, przebiega przez nie droga nr 414 łącząca wszystkie miejscowości półwyspu z ciągnącą się wzdłuż Adriatyku drogą nr 8 i za jej pośrednictwem ze stolicą okręgu – Dubrownikiem. W bezpośrednim sąsiedztwie miasta, kilometr, na północ znajduje się Stari Ston, a 3 km na południe od miasta – Prapratno, w którym znajduje się przystań promowa Jadroliniji na wyspę Mljet.
Ston otoczony jest 890-metrowymi średniowiecznymi murami miejskimi z czasów Republiki Dubrownickiej, kiedy miasteczko było jej ważnym fortem. Dodatkowe zewnętrzne fortyfikacje obejmują także Mali Ston, mniejszą miejscowość leżącą nad brzegiem zatoki Malostonski zaljev oddzielającej półwysep od lądu stałego; w zatoce tej hodowane są ostrygi i inne małże. System fortyfikacji, utworzonych wokół Stonu skutecznie zapobiegał zdobyciu miasta przez Turków. Łączna długość murów wynosiła 5,5 km – na fortyfikacje składało się 40 wież i 7 twierdz, z których najważniejsze trzy to Veliki Kaštio (urządzono tu spichlerz i zbrojownię; twierdza ta pełniła także funkcje mieszkalne) w miasteczku Ston, Koruna (Mali Ston) oraz twierdza na wzgórzu Podzvizd. Twierdzę Koruna rozpoczęto budować w roku 1347; miała ona pięć wież i port, który służył przez stulecia do eksportu soli, pozyskiwanej w rejonie miasta.

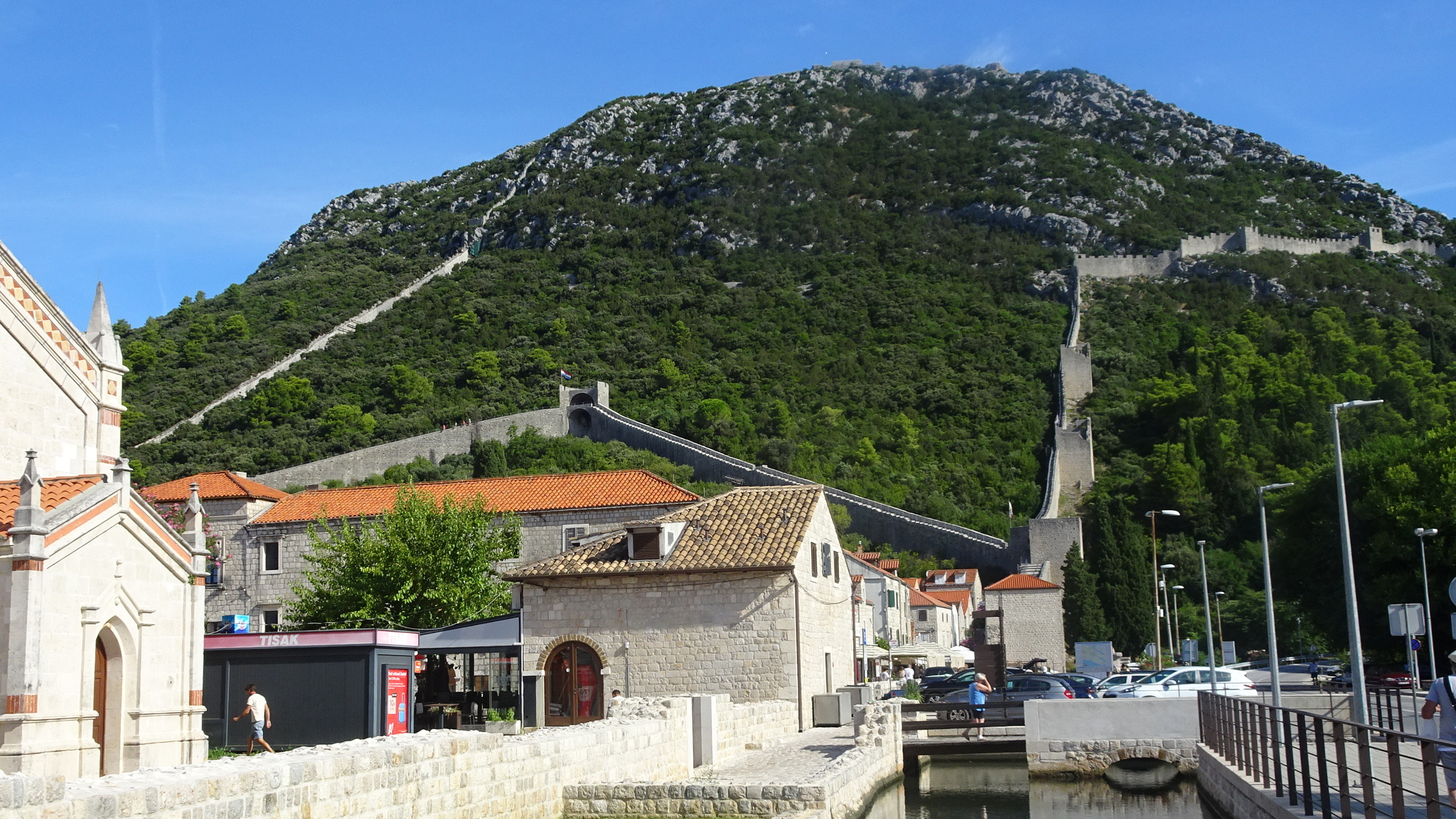
Ston, mur z okresu Republiki Dubrownickiej

W czasach nowożytnych, kiedy militarna wartość fortyfikacji straciła znaczenie, mury zaczęto rozbierać, a pozyskane kamienne bloki sprzedawano jako budulec. Do dziś zachowały się ruiny trzech wież i fragmenty muru, czasem nazywanego „europejskim chińskim murem”.